# Trotte (Münchenstein)

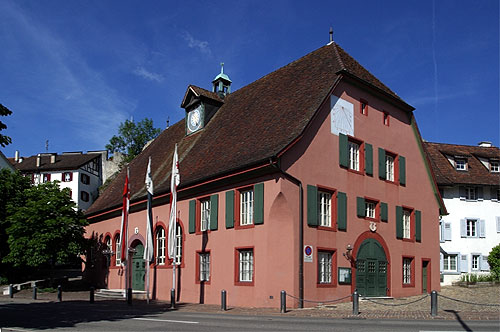
Trotte in Münchenstein

Die Trotte (ehemalige Zehntentrotte) steht in der Mitte des alten Dorfkerns von Münchenstein (im Gebiet Birseck), (Basel-Landschaft) in der Schweiz.

## Lage
Im Münchensteiner Dorfzentrum, vom ehemaligen Basler Tor in südlicher Richtung, waren die Wohnhäuser aus dem 16. Jahrhundert, die noch gut erhalten im Dorfzentrum stehen, dem Felshügel entlang aufgereiht. Dieses Dorfbild ist unterbrochen in der Mitte durch die isoliert und schrägstehende Trotte. Durch ihre auffällige Schrägstellung betont sie den Burgaufgang und integriert sich somit sehr markant am alten Dorfplatz.

## Geschichte

Wappen des Kantons Basel-Landschaft

Bis zur Gründung und Erbauung des Schlosses wird die Ortschaft, eine landwirtschaftliche Sippensiedlung, die vermutlich wenige Häuser zählte, Kekingen später Geckingen genannt. Um 1260 erwarb das erstarkende Rittersgeschlecht der Münch das zum Domkapitel Basel gehörende Dorf Geckingen.
Ritter Konrad Münch von Münchenstein musste 1470 das Dorf, Schloss und Kirchensatz an die Stadt Basel verpfänden. Unter seinen Gütern wird „die trotten und schuren“ als Neubau erwähnt. Es muss angenommen werden, dass schon seit dem 13. Jahrhundert hier eine Trotte stand. Die Trotte dient dem damals noch mit Reben reich bestockten Bauerndorf als Traubenpresse. In diesem ehemaligen Speicher des Schlosses standen ursprünglich zwei, und von 1794 an drei Pressen. Im Trottengebäude wurde auch der Weinzehnt abgezapft und in der „schuren“ (Scheune) der Getreidezehnten ausgemessen und als Naturalabgabe gelagert.
Während 1560 wurde sie zur Zehntentrotte ausgebaut und um ein Drittel nach Süden erweitert. Noch im 17. Jahrhundert entsprach ihr Äusseres einem grossen Bauernhaus mit Ökonomie und Trotte. Ihr Südteil beherbergte den zweigeschossigen Wohntrakt mit hochrechteckigen Fenstern, einer Sonnenuhr und einem Rundbogentor mit der Jahreszahl 1560 und aufgelegtem Wappenschild mit dem gemalten Baselbieterstab. Die Trotte gehörte bis 1798 zum Schlossgutes.
Bis circa 1880 gehörte Münchenstein zu den grössten Weinbaugemeinden im Baselbiet, hatte neben Liestal die zweitgrösste Rebfläche im Kanton, und war der Weinlieferant der Stadt Basel. Die Industrialisierung und der Strahlbereich der Stadt Basel bewirkten Ende des 19. Jahrhunderts einen dramatischen Rückgang der Landwirtschaft. Damit hatte die Zehntentrotte ihre ursprüngliche Funktion verloren und sie wurde auf den heutigen Stand gebracht. Umgebaut wurde sie zu einem geschlossenen Baukörper unter einem Krüppelwalmdach. Die umgebaute Ökonomie besitzt ebenfalls ein Rundbogentor mit erneuertem Münchwappen, flankiert von doppelten Rundbogenfenstern. Auf dem mächtigen Krüppelwalmdach sitzt ein Giebelhäuschen mit Schlaguhr (1741) und auf dem First ein kleiner, vierseitiger Dachreiter mit Glocke aus dem einstigen Schloss.
Zwischen 1908 und 1911 wurde der Kelterraum zum Versammlungssaal mit Galerie umfunktioniert. Im Innern entstand anstelle des Trottenraums ein grosser Saal mit gefassten Eichenpfosten, einer Holzdecke und Historienmalereien.

## Heute
Seit 1918 ist die Trotte im Eigentum der Bürgergemeinde Münchenstein. 1983 hat es die Bürgergemeinde beschlossen, eine umfassende aber sanfte Renovation durchzuführen und die Trotte vor dem Zerfall zu bewahren. Die Arbeiten wurden 1985 abgeschlossen. Heute dient die Trotte vor allem den Bürgergemeindeversammlungen und der Saal für die verschiedensten kulturellen Anlässe. Die Verwaltungsbüros der Bürgergemeinde sind im ehemaligen Wohntrakt untergebracht. 

## Die Wandmalereien

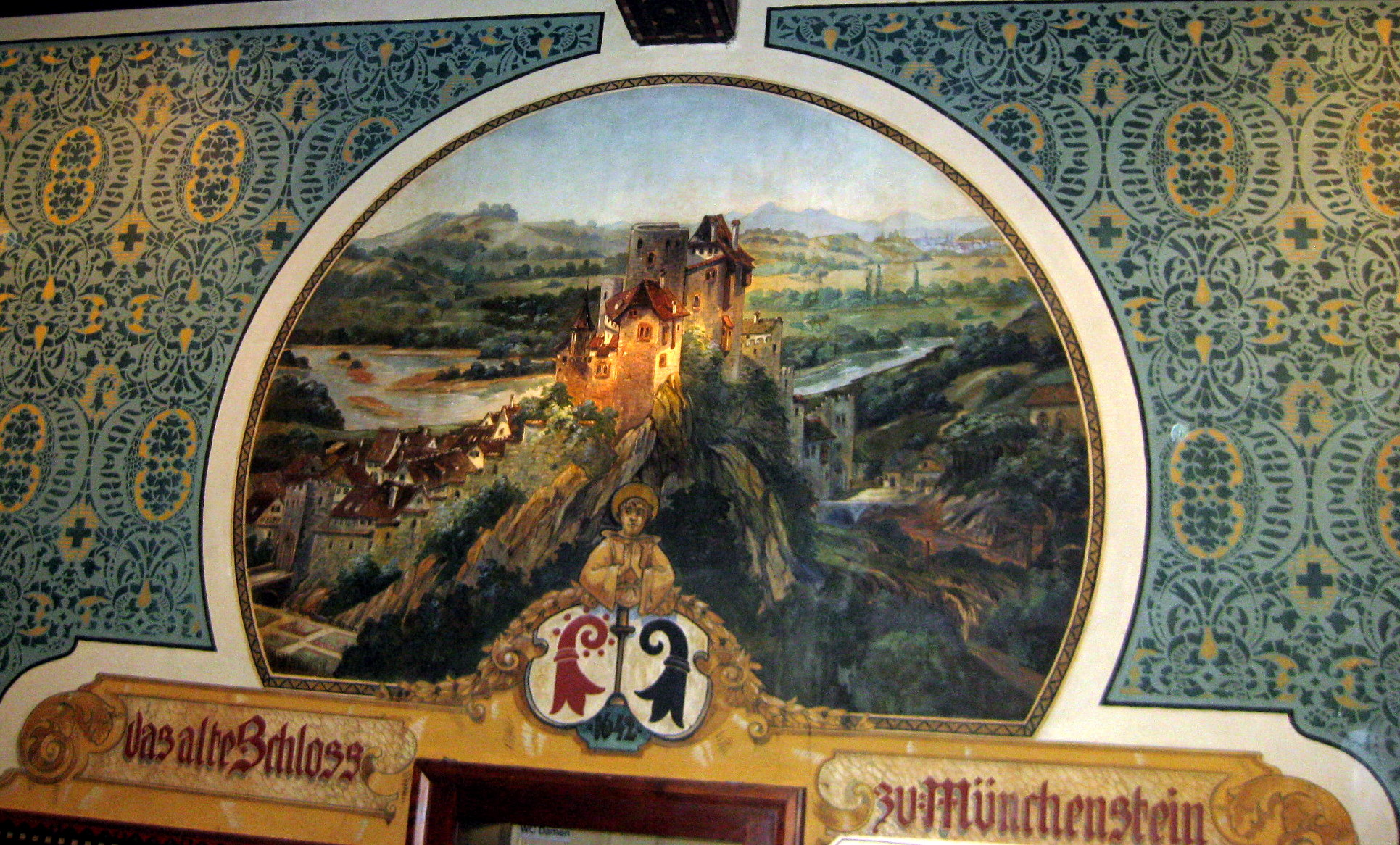
Trotte Historienmalerei: Schloss Münchenstein
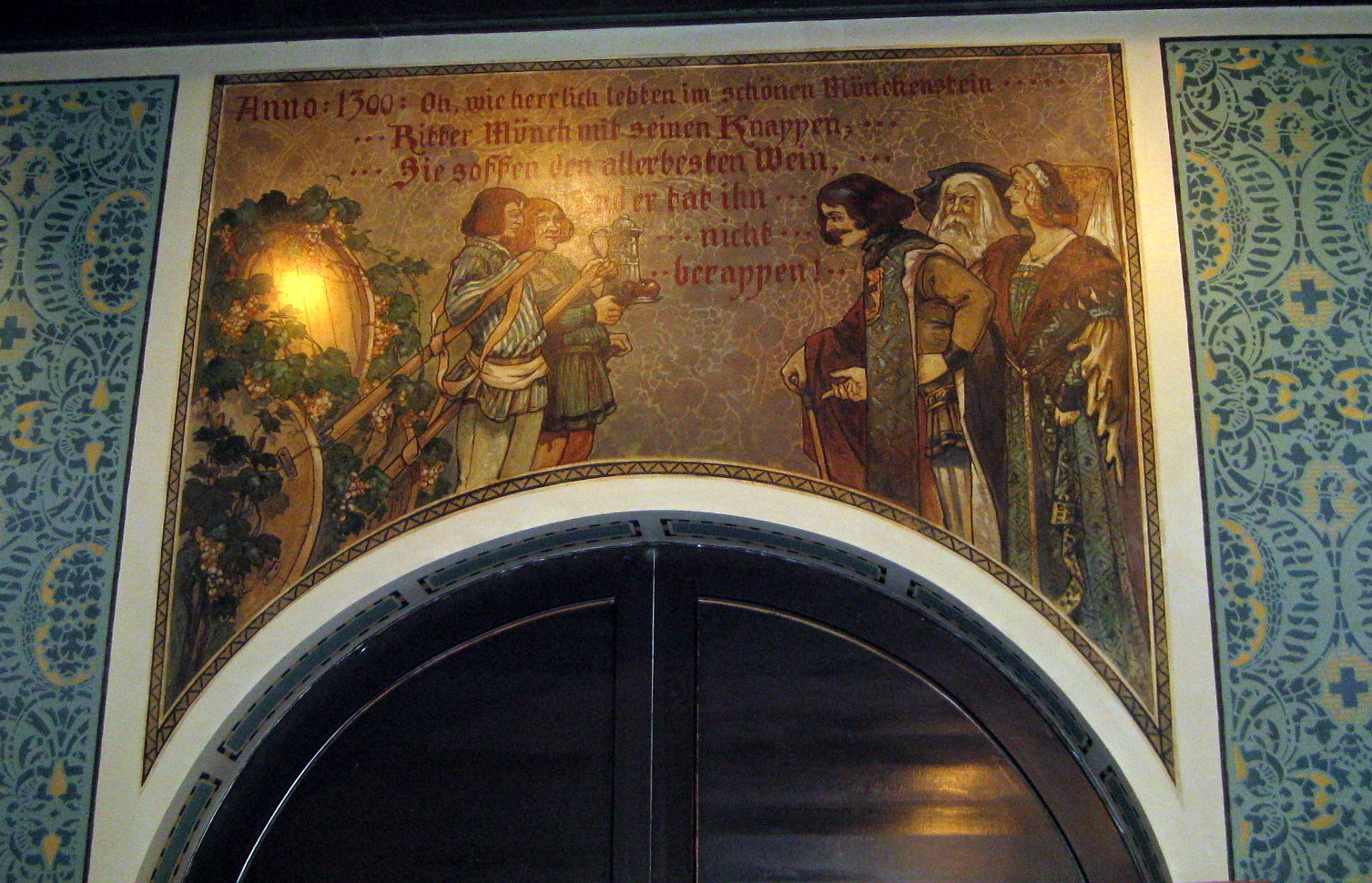
Historienmalerei: Ritter Münch mit seinen Knappen
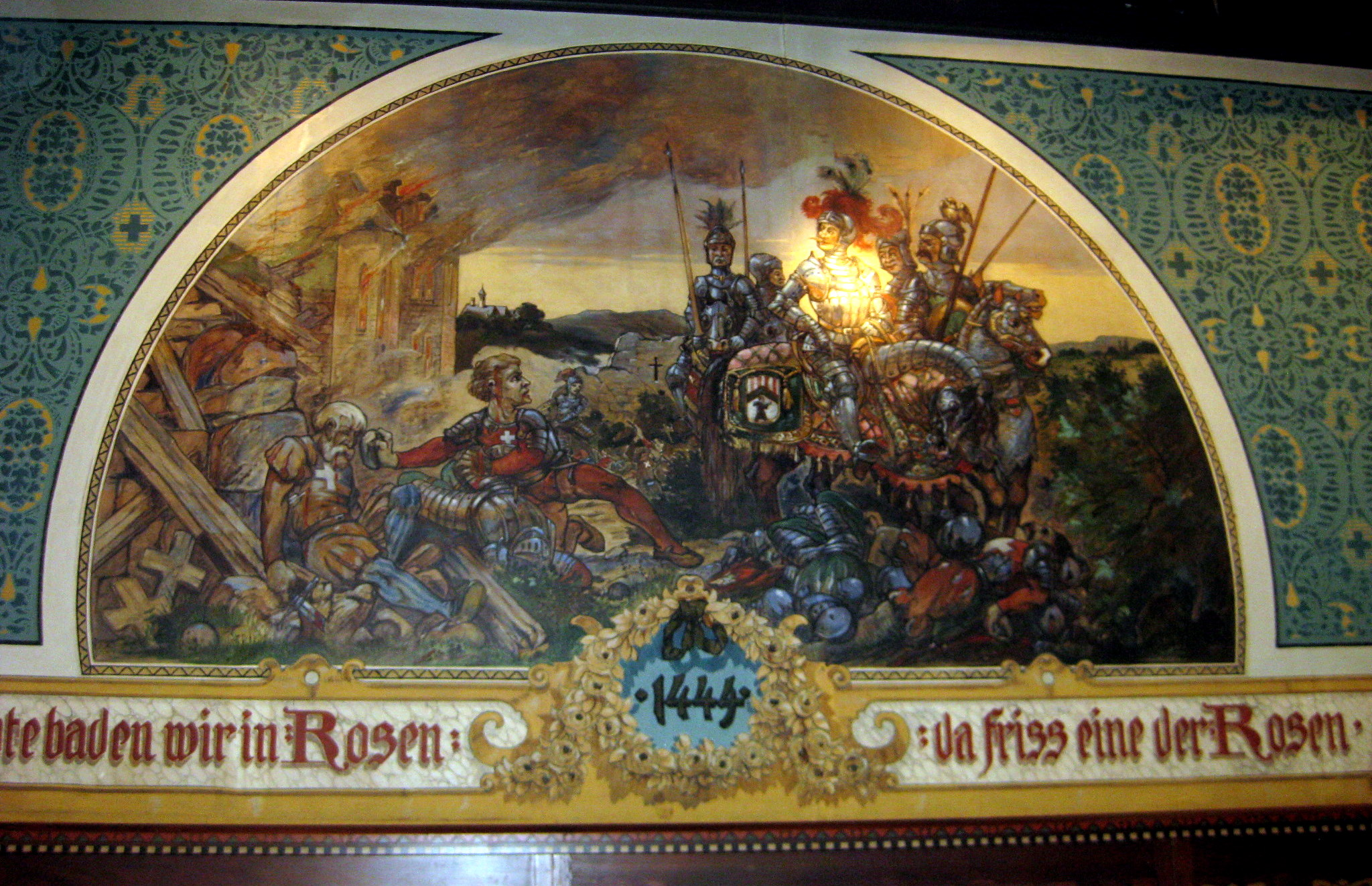
Historienmalerei: Heute baden wir im Rosen – da friss eine der Rosen

- Das alte Schloss zu Münchenstein: 1334 wurde die Burg fertiggestellt und hatte ihre grösste Ausdehnung. Im Jahr 1356 beschädigte das grosse Basler Erdbeben auch die Burg Münchenstein, welche aber rasch wieder repariert wurde.

- Ritter Münch mit seinen knappen: Anno 1300: Oh, wie herrlich lebten in Münchenstein Ritter Münch und seinen Knappen, Sie Soffen den allerbesten Wein und er tat ihn nicht berappen.

- Heute baden wir im Rosen – da friss eine der Rosen: Burkhard VII. Münch, ein Nachkommen der Münch zu Landskron, erlangte traurigen Ruhm an der Schlacht bei St. Jakob an der Birs. Nach der Schlacht soll er das Schlachtfeld beritten haben und angesichts der vielen Toten und Verwundeten konnte er es sich nicht verkneifen die unterlegenen Eidgenossen zu verhöhnen. Der Legende nach, klappte er das Visier hoch und sagte den in der Schweiz berühmt gewordenen Kommentar: „Ich siche in ein rossegarten, den min fordren geret hand vor hunderd jar“[1]. Diese Zurschaustellung arroganter Überlegenheit veranlasste einen verwundeten Eidgenossen dazu, dem Ritter einen Stein in das offene Visier zu schleudern, mit dem ebenso bekannten Kommentar „Friss eine deiner Rosen!“.

Verschiedene Wappenschilder erinnern an die herrschenden örtlichen und regionalen Besitzes- und Rechtsverhältnisse seit dem Mittelalter. Erwähnt seien die Münch von Münchenstein und Löwenberg, die Herren von Rötteln, die Bischöfe von Basel sowie die Statt Basel. Ein erneuertes Münchswappen und der Baselbieterstab zieren die beiden Eingangstore der alten Trotte.

## Rebenflächen
Ende des 17. und im ersten Viertel des 18. Jahrhunderts wurde die Rebfläche in Münchenstein ausgedehnt, dies durch das Pflanzen von sogenannten Feldreben. In Kürze die wichtigsten Flächenzahlen. Die Bewirtschaftung der Münchensteiner Reben um 1797 war circa 4710 Aren, in 1906 circa 2000 Aren und ab Mitte der 50er Jahre waren die Rebberge aus Münchenstein verschwunden.